# Lamar (Missouri)
Lamar ist eine City im westlichen Missouri. Sie ist der Verwaltungssitz (County Seat) des Barton County und Heimatort des 34. Vizepräsidenten der Vereinigten Staaten von Amerika und 33. Präsidenten der Vereinigten Staaten von Amerika Harry S. Truman, der hier 1884 geboren wurde. Auch der Revolverheld Wyatt Earp (1848–1929) lebte hier für einige Zeit mit seiner ersten Frau Urilla Sutherland.
Laut der US-Volkszählung von 2020 betrug die Einwohnerzahl 4266, die Bevölkerungsdichte lag bei 431 Einwohnern pro km². Die Fläche betrug 10,7 km², wovon 0,8 km² wasserbedeckt sind.